# Serhij Kluczyk
Serhij Łeonidowycz Kluczyk, ukr. Сергій Леонідович Ключик (ur. 27 sierpnia 1973 w Doniecku) – ukraiński piłkarz grający na pozycji pomocnika lub obrońcy czy napastnika.

## Kariera piłkarska

### Kariera klubowa
W 1990 rozpoczął karierę piłkarską w klubie Majak Charków. Na początku 1992 został zaproszony do Metałurha Zaporoże, w którym występował przez 8 lat. Latem 2000 przeszedł do Tawrii Symferopol. Podczas przerwy zimowej sezonu 2000/01 przeniósł się do Stali Ałczewsk. Po pół roku został piłkarzem Krywbasu Krzywy Róg. Latem 2002 wrócił na jeden sezon do Metałurh Zaporoże, a potem do końca roku występował w Tawrii Symferopol. W 2004 wyjechał do Kazachstanu, gdzie bronił barw FK Atyrau. W 2005 zakończył występy w Zakarpattia Użhorod.

### Kariera reprezentacyjna
W 2001 w składzie studenckiej reprezentacji występował na Letniej Uniwersjadzie.

## Sukcesy i odznaczenia

### Sukcesy reprezentacyjne
Ukraina studencka
- wicemistrz Letniej Uniwersjady: 2001

### Odznaczenia
- tytuł Mistrza Sportu Klasy Międzynarodowej: 2001